# Accent (musique)
Pour les articles homonymes, voir accent.

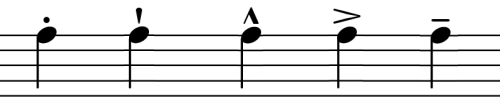
De gauche à droite : staccato, staccatissimo, marcato, martellato, tenuto
.

L’accent en musique permet de nuancer la note sur laquelle il se trouve, dans le sens d'une intensité plus forte, cela pour mettre la note en valeur. Au sens large, l'accent renvoie à l'ensemble des accentuations (staccato, staccatissimo, marcato, martellato, louré et tenuto). Au sens strict, l'accent désigne exclusivement le martellato (noté « > »).
Les accents contribuent à l'articulation et à la prosodie de l'interprétation d'une phrase musicale. Les accents peuvent être écrits sur une partition ou une partie par un compositeur ou ajoutés par l'interprète dans le cadre de son interprétation d'un morceau de musique.
Par rapport aux notes environnantes :
- Un accent dynamique est une accentuation utilisant un son plus fort ou un son plus puissant, généralement plus prononcé sur l'attaque du son.
- Un accent tonique est une emphase sur les notes en vertu d'une hauteur plus élevée des sons par opposition à un volume plus élevé[2].
- Un accent agogique est un accent du fait qu'il est plus long en durée.

Les accents qui ne correspondent pas aux temps forts accentués de la mesure sont dits syncopés. Par exemple, avec la mesure 
 courante en musique populaire, les temps accentués sont le premier et le troisième. Si des accords ou des notes accentués sont joués sur les temps deux ou quatre, cela crée une syncope, car la musique met l'accent sur les temps "faibles" de la mesure. La syncope est utilisée en musique classique, musique populaire et musique traditionnelle. Cependant, elle est plus présente dans le blues, le jazz, le funk, le disco et la musique latine.

## Symbole et description
| Symbole       | Nom classique                             | Nom jazz,.               | Description |
| ------------- | ----------------------------------------- | ------------------------ | --- |
| Staccato      | « Staccato »                              | « Dit »                  | La note est « détachée » : elle est jouée 1/2 de sa durée afin de laisser une suspension avant la note suivante.                                                    |
| Staccatissimo | « Staccatissimo »                         | ?                        | La note est « piquée » : elle est jouée 1/4 de sa durée afin de laisser une suspension avant la note suivante.                                                      |
| Marcato       | « Marcato »                               | « Daht »                 | La note est « marquée » : elle est jouée « détachée » et « accentuée ».                                                                                             |
| Martellato    | « Martellato » (ou simplement « Accent ») | « Da » (parfois « Day ») | La note est « martelée » (« accentuée ») : elle est jouée légèrement plus fort et decrescendo.                                                                      |
| Tenuto        | « Tenuto »                                | « Doo »                  | La note est « soutenue » : suivant le contexte, elle est jouée légèrement plus fort ou légèrement plus longtemps.                                                   |
| Louré         | « Louré »                                 | ?                        | La note est légèrement détachée et suivi d'un court silence d'articulation : suivant le contexte, elle est jouée légèrement plus fort ou légèrement plus longtemps. |

Les indications d'exécution ayant une signification similaire sont {\displaystyle f\!z} (forzando/forzato = "renforcé") et {\displaystyle s\!f\!z} (sforzando/sforzato = "très accentué") ainsi que {\displaystyle r\!f\!z} ou rinf. (rinforzato). Cependant, celles-ci ne sont généralement utilisées que pour quelques battements successifs. De même, l'instruction {\displaystyle f\!p} pour fortepiano ("brièvement fort et bruyant, puis immédiatement faible") en fait partie.

## Accent agogique
Il existe quatre types d'accents agogiques :
- Durée notée plus longue d'une note, par exemple, une ronde (mesure 
) parmi des noires/croches (dont chacune obtient un temps).
- Durée prolongée d'une note à l'intérieur de sa valeur temps plein (sans altérer le tempo). Par exemple, les joueurs d'orgue et de clavecin (instruments qui ne permettent pas l'utilisation d'accents dynamiques) peuvent accentuer l'une des séquences de noires staccato en la rendant moins staccato (c'est-à-dire en allongeant une note pour l'accentuer).
- La durée prolongée d'une note a pour effet de ralentir temporairement le tempo (rubato ou rallentando).
- Retardement du début d'une note, par exemple en faisant une pause avant de commencer une note.

## Anti-accents
La musique pour percussions en particulier fait usage de signes tels que l'anti-accent qui sont notés comme suit : 
- ˘ : avec un signe bref au-dessus de la tête de note, indiquant qu'elle doit être jouée légèrement plus doucement que les notes voisines.
- ( ) : avec la tête de la note entre parenthèses, signifie qu'elle est jouée nettement plus doucement que les notes voisines.
- [ ] : avec la tête de la note entre parenthèses, signifie qu'elle sera jouée beaucoup plus doucement que les notes voisines.

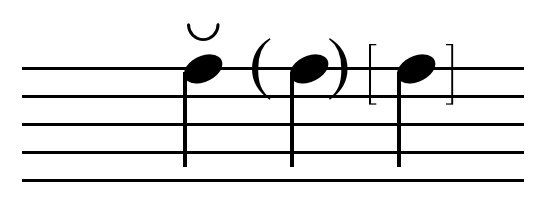
Anti-accents.

## Accents et polyrythmie
Le déplacement d'accents dans une phrase musicale (par exemple sous la forme d'hémiole,) est aussi appelé déphasage d'accent (en anglais : Accent Shifting) pour les grooves de guitare dans la musique rock.